# Pavlo Volodimirovics Eljanov
Pavlo Volodimirovics Eljanov (cirill betűkkel: Павло Володимирович Ельянов, a nemzetközi szakirodalomban Pavel Eljanov; Harkov, 1983. május 10. –) ukrán sakknagymester (GM), kétszeres olimpiai bajnok.
Szekundánsként segítette Borisz Gelfandot a 2007-es sakkvilágbajnokságon, és a 2012-es sakkvilágbajnokság világbajnokjelöltek versenyén, és a világbajnoki döntőn. Segítőként járult hozzá Magnus Carlsen 2013-as világbajnoki címéhez, és szekundánsként szerepelt a női világbajnoki címet védő Marija Muzicsuk mellett a 2016-os női sakkvilágbajnokság döntőjén.

## Családi háttere
Apja Vlagyimir Eljanov (1951−2013) FIDE mesteredző, könyvkiadó, szintén erős sakkozó, nemzetközi mester volt.
Felesége az ukrán női nemzetközi mester Olena Dvorecka, akivel 2009-ben házasodott össze, és 2011-ben született kislányuk.
A harkivi jogi egyetemen szerzett jogi diplomát.

## Sportpályafutása

### Kiemelkedő versenyeredményei
Első alkalommal 1996-ban, 13 éves korában vett részt Ukrajna nyílt bajnokságán, és a 100 fős mezőnyben a középmezőnyben végzett. 1999-ben tagja volt a 7. Gyermek Sakkolimpián aranyérmet szerzett ukrán válogatottnak.
Több nagy nemzetközi versenyen végzett az élen: 2000-ben Alustában, 2003-ban Andorrában, 2004-ben Bielben, 2005-ben Amszterdamban, 2006-ban Montrealban, 2007-ben Wijk aan Zee-ben a B-versenyen, 2009-ben Szarajevóban, 2010-ben az Asztrahányban rendezett Grand Prix-versenyen és Koppenhágában a Politiken Cup versenyen.
2012-ben holtversenyben az 1−3. helyen végzett az Aeroflot Openen. Az első helyet szerezte meg 2013-ban Pojkovszkijban, a 18-as kategóriájú 14. Anatolij Karpov nemzetközi versenyen, valamint a Szentpéterváron rendezett Csigorin-emlékversenyen. 2014-ben megnyerte a Vugar Gashimov-emlékverseny nagyon erős, 2663 átlag-Élő-pontszámú B-versenyét. 2015-ben ezüstérmes lett Reykjavíkban, és az 50. Capablanca-emlékversenyen Havannában. 2016-ban elsőséget szerzett a nagyon erős Man-szigeteki nyílt versenyen.
2011-ben Ukrajna bajnokságán ezüstérmet szerzett, ugyancsak ezüstérmes lett a 2014-ben elért holtversenyes 1−2. helyezésével.
A 2005-ben rendezett VI. Sakk-Európa-bajnokságon a 229 fős mezőnyben a 3−9. (végeredményben a 6.) helyen végzett. 2014-ben 258 induló közül a 2−9. helyet megszerezve 5. lett.

### Eredményei a világbajnokságokon
A világbajnoki versenysorozatban először a 2007-es ciklusban vett részt. A 2005-ös sakkvilágkupán a 2. körig jutott, ahol Mihail Gurevicstől szenvedett vereséget.
A 2007-es sakkvilágkupán meglepetésre már az 1. körben vereséget szenvedett a bangladesi Enamul Hossaintól.
A 2009-es sakkvilágkupán a 3. körig jutott, ahol az elődöntőig jutó orosz Vlagyimir Malahovtól szenvedett vereséget rájátszás után.
A 2012-es sakkvilágbajnoki ciklusban a visszalépések miatt a 3. fordulótól vehetett részt a FIDE Grand Prix 2008–10 versenysorozatán. Első versenyén 2008. decemberben Elisztában 11−12., 2009. áprilisban Nalcsikban 12−14., 2009. augusztusban Jermukban azonban már 8., és a 2010-ben Asztrahányban rendezett versenyen az 1. helyen végzett. Eredményei alapján összesítésben a 10. helyet szerezte meg.
A 2013-as sakkvilágbajnoki ciklusban a 2011-es sakkvilágkupán nem sikerült a szereplése, mert az 1. körben kikapott az ukrán Jaroszlav Zserebuhtól.
A 2013-as sakkvilágkupán a 3. körben szenvedett rájátszás után vereséget az orosz Szergej Karjakintól.
A 2015-ös sakkvilágkupán az elődöntőig jutott, ahol ismét, az ezúttal világbajnoki döntőig jutó Szergej Karjakin ütötte el a továbbjutástól. Elődöntős eredményével kvalifikálta magát a 2017-es Grand Prix versenysorozaton való részvételre.

### Eredményei csapatban

#### Sakkolimpia
2004-től folyamatosan szerepel Ukrajna válogatottjában a sakkolimpiákon. Csapatban a 2004-es és a 2010-es sakkolimpián arany-, a 2012-es sakkolimpián bronz-, a 2016-os sakkolimpián ezüstérmet szerzett. Egyéni teljesítményéért 2010-ben ezüst-, a 2014-es sakkolimpián bronzérmet kapott.

#### Sakkcsapat-világbajnokság
A nemzeti sakkcsapatok világbajnokságán 2005 és 2015 között három alkalommal szerepelt Ukrajna válogatottjában. Az ukrán csapat 2011-ben bronz-, 2015-ben ezüstérmet szerzett.

#### Sakkcsapat-Európa-bajnokság
A nemzeti sakkcsapatok Európa-bajnokságán 2003 és 2015 között öt alkalommal szerepelt az ukrán válogatottban. Ez idő alatt a csapat legjobb eredménye a 2009-ben szerzett bronzérem volt. Egyéni teljesítményével 2009-ben arany-, 2015-ben ezüstérmet nyert.

#### Gyermek sakkolimpia
1999-ben tagja volt a gyermek sakkolimpián aranyérmet szerző ukrán válogatottnak.

#### U18 ifjúsági sakk-Európa-bajnokság
2000-ben tagja volt az ukrán válogatottnak az U18 korosztályos ifjúsági sakk-Európa-bajnokságon, ahol csapatban és egyéniben is aranyérmet nyert.

#### Kiemelkedő eredményei klubcsapatokban
A Klubcsapatok Európa-Kupájában 2005 óta nyolc alkalommal szerepelt. Az Economist SGSEU Saratov csapatával 2009-ben és 2010-ben aranyérmet szerzett, egyéni teljesítményével 2011-ben bronzérmet nyert.
Az orosz premier ligában az Economist SGSEU Saratov csapatával, 2008-ban ezüst-, 2010-ben bronzérmet nyert. Egyéni teljesítményével 2008-ban arany-, 2007-ben és 2009-ben ezüst-, 2010-ben bronzérmet szerzett.
Az ukrán sakkcsapatbajnokságon 1999 óta szerepel a Harkivi Jogi Egyetem csapatával, amellyel 2000-ben, 2004-ben, 2005-ben és 2013-ban aranyérmesek lettek, 1999-ben és 2011-ben ezüst-, 2001-ben bronzérmet szereztek. Egyéni teljesítménye alapján 2000-ben arany-, 1999-ben és 2004-ben ezüst-, 2002-ben bronzérmet kapott.
Bosznia-Hercegovina sakkcsapat-bajnokságában 2006-ban és 2009-ben az SK Bosna Sarajevo csapatával és egyéni teljesítménye alapján is aranyérmet szerzett.
Kína sakkcsapat-bajnokságában a Shanghai city csapatával 2011-ben ezüst-, 2012-ben aranyérmet nyert.

## Játékereje
A Nemzetközi Sakkszövetség (FIDE) 2017. áprilisra érvényes ranglistája szerint 2751 Élő-ponttal a világranglista 15. helyén állt. Legmagasabb Élő-pontszáma 2765 volt, amellyel 2016. márciusban rendelkezett, míg legjobb világranglista helyezése a 6. volt 2010. szeptemberben.